# ژان دو دوکرت
ژان دو دوکرت (به فرانسوی: Jean Ducret) بازیکن فوتبال و هافبک اهل فرانسه است که از سال ۱۹۱۰ تا ۱۹۱۴ میلادی عضو تیم ملی فوتبال فرانسه بوده‌است. وی در ۲۰ بازی ملی حضور داشته است و در بازی‌های ملی‌اش ۳ گل به ثمر رساند.